# Koolhoven F.K.42
Il Koolhoven F.K.42 fu un aeroplano da turismo monomotore e monoplano sviluppato dall'azienda aeronautica olandese Koolhoven negli anni venti del XX secolo, e rimasto allo stadio di prototipo.

## Storia del progetto
Frederick Koolhoven, capo progettista e proprietario della omonima ditta di costruzioni aeronautiche decise di sviluppare un nuovo aereo da turismo e addestramento con cui i piloti civili potessero conseguire più rapidamente il loro brevetto, invece che volare sugli addestratori di tipo militare allora in uso.
Il prototipo volò per la prima volta 5 giugno 1929, ed insieme al modello F.K.41 fu presentato da Koolhoven all'International Light Plane Meeting organizzato dall'Aero Club di Rotterdam e tenutosi sull'aeroporto di Waalhaven tra il 27 e il 30 giugno 1929. Nonostante le buone prestazioni l'F.K.42, che venne presentato anche in altre manifestazioni aeree, non ricevette ordini di produzione e l'unico esemplare costruito divenne l'aereo personale di Koolhoven fino al febbraio 1932, quando fu venduto a W. de Heer di Rotterdam. Il velivolo, immatricolato PH-AGO, andò perso per un incidente il 3 luglio dello stesso anno ad Assche, in Belgio, a causa di un guasto al propulsore che costrinse il pilota ad effettuare un atterraggio di emergenza che danneggiò l'aereo in modo irreparabile.

## Descrizione tecnica
Aereo da addestramento, monoplano, monomotore, biposto. La configurazione alare monoplana prevedeva un'ala a parasole, bilongherone, interamente costruita in legno e rivestita di compensato. Tre montanti per lato collegavano l'ala alla fusoliera, anch'essa di costruzione lignea, con longheroni di abete rosso e rivestimento in tela. L'impennaggio di coda era del tipo classico monoderiva, dotato di piani orizzontali rastremati controventati, posizionati al di sopra della parte terminale della fusoliera, che aveva forma rettangolare. Gli equilibratori non erano bilanciati. Il timone, anch'esso non bilanciato, aveva forma triangolare, era posizionato al di fuori dei piani orizzontali, così da migliorarne il movimento.
Il carrello d'atterraggio era un triciclo classico a V, fisso, con le gambe principali dotate di ammortizzatori collegate direttamente alle ali e, tramite una coppia di montanti, ad entrambi i lati della fusoliera. Posteriormente era integrato da un pattino d'atterraggio.
L'aereo era biposto dotato inizialmente di una cabina di pilotaggio aperta, dotata di doppi comandi, a posti in tandem per l'allievo pilota e l'istruttore. In seguito la cabina di pilotaggio fu chiusa da un tettuccio.
La propulsione era affidata ad un motore in linea ADC Cirrus Hermes a 4 cilindri raffreddati ad aria, erogante la potenza di 110 hp (82 kW) ed azionante un'elica bipala. Il motore era racchiuso da una carenatura di alluminio e disponeva di un serbatoio di carburante posto nell'ala in posizione centrale tra i longheroni.

### Annotazioni
1. ↑  In questa occasione Frederick Koolhoven portò personalmente in volo un F.K.41.

### Fonti
1. 1 2 3 4 5 6 7 8 9  Franchet 1930, p. 3.
2. 1 2 3 4  Den Ouden.
3. ↑  Уголок неба.
4. 1 2  de Marolles 1930, p. 5.
5. ↑  Flight n.1071, 4 July 1929, p. 541.
6. 1 2 3 4 5 6  Wesselink, Postma 1982, p. 72.

### Periodici
- (FR) André Franchet, Le monoplan Koolhoven F.K.42, in Les Ailes: journal hebdomadaire de la locomotion aérienne, n. 469, Paris, 12 juin 1930,  p. 3.
- (FR) J. de Marolles, Sur le règlement du prochain Challenge de Tourisme Internationale, in L'Aeronautique, n. 128, Paris, janvier 1930,  p. 5.
- (EN) J. de Marolles, The Rotterdam meeting, in Flight, n. 1071, Kingsway, 4 July 1929,  pp. 541-544.